# Округ Орлинс (Луизијана)
Орлинс (енгл. Orleans Parish) је округ у америчкој савезној држави Луизијана.

## Демографија
По попису из 2010. године број становника је 343.829, што је 140.845 (-29,1%) становника мање него 2000. године.
| Група             | 2000.           | 2010.           |
| Белци             | 128.871 (26,6%) | 104.770 (30,5%) |
| Афроамериканци    | 325.947 (67,3%) | 206.871 (60,2%) |
| Азијати           | 10.972 (2,3%)   | 9.970 (2,9%)    |
| Хиспаноамериканци | 14.826 (3,1%)   | 18.051 (5,2%)   |
| Укупно            | 484.674         | 343.829         |